# Fumiya Kogure
Fumiya Kogure (木暮 郁哉 Kogure Fumiya?), född 28 juni 1989 i Tokyo prefektur, är en japansk fotbollsspelare.
Kogure började sin karriär 2008 i Albirex Niigata. 2013 flyttade han till Mito HollyHock. Efter Mito HollyHock spelade han för Azul Claro Numazu, Albirex Niigata Singapore, Hougang United FC, Geylang International FC och Soltilo Angkor.